# Uropterygius micropterus
Uropterygius micropterus är en fiskart som först beskrevs av Pieter Bleeker 1852.  Uropterygius micropterus ingår i släktet Uropterygius och familjen Muraenidae. Inga underarter finns listade i Catalogue of Life.